# Davide Di Marco
Davide Di Marco (Roma, 26 agosto 1991) è un arbitro di calcio italiano.

## Carriera
Appartenente alla sezione AIA di Ciampino, esordisce in Serie D nella stagione 2015-2016, dirigendo Rapallo-Chieri. In questa stagione dirige 16 partite in Serie D e 3 nel Campionato Under 17. Nella stagione seguente dirige 2 incontri del Campionato Under 17, tra cui la semifinale, 13 in Serie D e una in Viareggio Cup. Dirige in Serie D fino al 2019, quando viene promosso alla CAN C: in questa stagione dirige 8 partite in Serie C, 2 in Coppa Italia Primavera, una in Coppa Italia Serie C e 8 nel Campionato Primavera 1. Il 18 giugno 2023 dirige la finale playoff di Serie C Lecco-Foggia, terminata 3-1. Viene promosso alla CAN A-B nell'estate 2023, e il suo esordio in Serie B arriva alla 1ª giornata, quando dirige Ternana-Sampdoria. Alla 13ª giornata di Serie A esordisce come quarto ufficiale in Cagliari-Monza, sostituendo il collega Manuel Volpi. Il 15 aprile 2024 esordisce in Serie A come arbitro, alla 32ª giornata, dirigendo Fiorentina-Genoa.

## Riconoscimenti
- Premio Luigi Agnolin, 2023.[11][5]